# Амі ван Бюрен
Амі ван Бюрен (нід. Амі ван Бюрен; нар. 20 травня 1969) — колишня нідерландська тенісистка.
Найвищу одиночну позицію світового рейтингу — 372 місце досягла 9 жовтня 1989, парну — 114 місце — 12 серпня 1991 року.
Здобула 4 парні титули.
Найвищим досягненням на турнірах Великого шолома було 2 коло в парному розряді.

## Фінали ITF
| Турніри $25,000 |
| Турніри $10,000 |

### Одиночний розряд (0–2)
| Результат | Ранг | Дата           | Турнір                       | Покриття | Суперниця        | Рахунок       |
| --------- | ---- | -------------- | ---------------------------- | -------- | ---------------- | ------------- |
| Поразка   | 1.   | 25 серпня 1991 | ITF Коксейде, Бельгія        | Ґрунт    | Ольга Лугіна     | 4–6, 7–5, 1–6 |
| Поразка   | 2.   | 11 травня 1992 | ITF Борнмут, Велика Британія | Тверде   | Йоаннетта Крюгер | 2–6, 2–6      |

### Парний розряд (4–12)
| Результат | Ранг | Дата            | Турнір                     | Покриття  | Партнерка      | Суперниці                                | Рахунок          |
| --------- | ---- | --------------- | -------------------------- | --------- | -------------- | ---------------------------------------- | ---------------- |
| Перемога  | 1.   | 4 жовтня 1987   | ITF Рабаць, Югославія      | Ґрунт     | Карін Кшвендт  | Маріель Ройманс Ніколетте Ройманс        | 6–3, 6–4         |
| Поразка   | 1.   | 29 серпня 1988  | ITF Нівель, Бельгія        | Ґрунт     | Река Сіксаї    | Олена Брюховець Вікторія Мильвидська     | 6–1, 5–7, 1–6    |
| Поразка   | 2.   | 19 вересня 1988 | ITF Марса, Мальта          | Тверде    | Река Сіксаї    | Мареке Плохер Тітія Вілмінк              | 5–7, 6–7         |
| Поразка   | 3.   | 20 березня 1989 | ITF Марса, Мальта          | Тверде    | Белінда Борнео | Паскалле Дрюйтс Катеріна Ноццолі         | 3–6, 6–3, 3–6    |
| Поразка   | 4.   | 8 травня 1989   | ITF Lee-on-Solent, Англія  | Ґрунт     | Белінда Борнео | Джо Луїс Александра Ніпел                | 3–6, 2–6         |
| Поразка   | 5.   | 15 травня 1989  | Queen's Club, Англія       | Ґрунт     | Белінда Борнео | Кіміко Дате Окада Сіхо                   | 6–7(2), 3–6      |
| Поразка   | 6.   | 12 лютого 1990  | ITF Герсгольм, Данія       | Килим (i) | Габі Горенгель | Мерете Баллінґ-Стокман Пернілла Соренсен | 4–6, 6–4, 5–7    |
| Поразка   | 7.   | 19 лютого 1990  | ITF Манчестер, Англія      | Килим (i) | Габі Горенгель | Мішель Андерсон Вірджинія Гамфріс-Девіс  | 2–6, 2–6         |
| Перемога  | 2.   | 21 травня 1990  | ITF Катовиці, Польща       | Ґрунт     | Габі Горенгель | Карін Балекова Їтка Дубцова              | 7–5, 3–6, 6–3    |
| Поразка   | 8.   | 3 грудня 1990   | ITF Гавр, Франція          | Ґрунт (i) | Габі Горенгель | Аньєс Зукасті Жулі Алар-Декюжі           | 3–6, 0–6         |
| Поразка   | 9.   | 2 грудня 1991   | ITF Гавр, Франція          | Ґрунт (i) | Габі Горенгель | Наталі Ерреман Євгенія Манюкова          | 3–6, 4–6         |
| Поразка   | 10.  | 17 лютого 1992  | ITF Vall d'Hebron, Іспанія | Ґрунт     | Габі Горенгель | Петра Голубова Маркета Штускова          | 7–5, 4–6, 2–6    |
| Поразка   | 11.  | 19 жовтня 1992  | ITF Ліс, Швейцарія         | Тверде    | Габі Горенгель | Баркан Неллі Светлана Кривенчева         | 6–7(4), 6–3, 4–6 |
| Перемога  | 3.   | 22 лютого 1993  | ITF Валенсія, Іспанія      | Ґрунт     | Габі Горенгель | Ева Бес Вірхінія Руано Паскуаль          | 6–4, 6–0         |
| Перемога  | 4.   | 1 березня 1993  | ITF Кашкайш, Португалія    | Ґрунт     | Лара Біттер    | Павліна Райзлова Гелена Вілдова          | 6–1, 2–6, 6–3    |
| Поразка   | 12.  | 26 липня 1993   | ITF Реда, Німеччина        | Ґрунт     | Габі Горенгель | Петра Голубова Катя Олєклаус             | 5–7, 0–6         |